# Моминско
Моминско е село в Южна България. То се намира в община Садово, област Пловдив. На 7 километра от Асеновград и Садово.

## География
Моминско се намира на 7 км от Асеновград и на 7 км от Садово.

## История
За първи път се споменава като Чифтлик-и евладъ Касъм (на турски: Çiftlik-i evladı Kasım) от нахията Филибе (днешен Пловдив), селото се споменава в регистъра на акънджиите от 1472 г.(НБКМ-Сф, ОО – ОАК 94/73, л.47а). Под името „Касъм кьой“, селото е споменато в асеновградското синорнаме /документ, определящ границите на дадено селище и неговото землище/ от 1517 г. В синорнамето от 1517 г., то не фигурира пряко, но за сметка на това в него са споменати „Касъмкьойските лозя“, т.е. лозовите насаждения на селото Касъм кьой(Моминско). В двете редакции на пътеписа на Бенедикт Курипешич от 1530 г. е споменато под имената „Касумвено“ и „Касимвево“. Много старо селище, съществувало още преди падането на България под османска власт. Споменава се още и в подробния регистър на вакъфските владения на джамията на султан Мурад ІІ/1421-1451/ в Коня от 1594 г. под името „Касъмоглу“. В документа е записано следното:
„Село Касъмоглу от каазата Филибе. Приход от ливадите на селото – 4210 акчета“.
Документа се съхранява в турските държавни архиви в Истанбул.

## Културни и природни забележителности
На територията на селото се намира небезизвестният за рибарите язовир Моминско.

## Други
- Телефонният код е 03102.
- В селото се намира алкохолната фабрика „КЕТИ-94“ ООД – производител на кралска водка, моминска ракия и др.[3]